# Olaf Henriksen
Olaf Henriksen (26. april 1888 – 17. oktober 1962) er den eneste spiller i Major League Baseballs historie, der er født i Danmark. Han spillede syv sæsoner (1911 – 1917) for Boston Red Sox i den bedste professionelle række i USA. Han var holdkammerat med Babe Ruth, af mange regnet for den største spiller gennem tiderne, og Tris Speaker, som begge er i Baseball Hall of Fame, og han var med til at vinde tre World Series-titler, nemlig i 1912, 1915 og 1916.
Defensivt spillede Olaf Henriksen udelukkende i outfielden. Hans primære offensive evne var at komme sikkert på base, og blandt rookies med mere end 100 plate appearances i deres første sæson har Olaf Henriksen den næsthøjeste on base percentage i den moderne baseballhistorie. Imidlertid udviste han aldrig særlig stor slagstyrke, og han er kun noteret for én home run i karrieren. Henriksen sad hovedsageligt på bænken for Red Sox, da Tris Speaker, Harry Hooper og Duffy Lewis sad tungt på spilletiden i outfielden. Men Henriksen leverede et afgørende hit mod den berømte Hall of Fame pitcher Christy Mathewson i Boston Red Sox' World Series-sejr i 1912.
Henriksens kælenavn var "Swede" (dansk: "svensker"). I sin aktive baseballkarriere var han 1,71 meter høj og vejede 72 kg.

## Liv
Olaf Henriksen blev født i Kirkerup på Vestsjælland i 1888. Hans forældre, Jens Peter Henriksen og Ane Sofie Henriksen, samt to ældre søskende Karen Marie og Carl Frederik (henholdsvis 5 og 2 år gamle) immigrerede i sommeren 1888 til Boston. Olaf var således bare nogle måneder gammel, da han kom til USA. Hans baseballtalenter blev opdaget, mens han spillede for minor league-klubben Brockton i New England League, og han fik sin Major League-debut den 11. august 1911 i en alder af 23 år. Boston Red Sox tabte kampen 5-11 til Philadelphia Athletics.
I starten af 1912-sæsonen gik der rygter om, at Olaf Henriksen sammen med holdkammeraten Hugh Bradley skulle indgå i en byttehandel for New York Highlanders-stjernen Hal Chase. Avisen New York Times beskrev det som "en af de vigtigste byttehandler i de seneste år", men aftalen kom aldrig i hus. Offentligheden lagde mærke til Henriksen, hvilket følgende forhåndsanalyse af Bostons hold bevidner:
| Citat                                       | Outfielden vil forblive nogenlunde den samme, for Speaker, Lewis og Hooper er en trio, der er svær at slå. Dog vil Olaf Henricksen[sic] give Lewis god konkurrence. Indtil han blev skadet, spillede Henricksen for fuld skrue, og alle pitchers så ens ud for ham. | Citat |
| Harry Casey, Baseball Magazine, januar 1912 | |       |

Olaf Henriksen spillede sin sidste kamp imod Washington Senators den 27. juni 1917. Tre dage senere blev han sat af holdet og sendt tilbage til Minor Leagues, hvortil han nægtede at møde op. Året efter berettede New York Times, at Major League-klubben Brooklyn Robins forsøgte at skrive kontrakt med Henriksen, der skulle udfylde sin velkendte rolle som pinch hitter, men dette blev ikke til noget. Efter afslutningen på hans professionelle karriere blev Olaf Henriksen træner for baseballholdet på Boston College.
Henriksens familie omfattede hustruen Mary og børnene Catherine og Peter. Den 17. oktober 1962 døde Olaf Henriksen i  Canton, Massachusetts, USA. Han ligger begravet på St. Mary Cemetery i Norwood, Massachusetts.

## Spillestil og rolle på holdet
Henriksen battede og kastede venstrehåndet. Et baseballkort fra 1912, udgivet af et cigarfirma, kalder ham for "outfielderen, der nedstammer fra vikinger". Han beskrives som en "flængende" hitter, der hurtigt vakte interesse hos Bostons talentspejdere. I Major League blev han typisk brugt som pinch hitter, og derfor havde han i gennemsnit kun 1,9 plate appearances pr. kamp gennem karrieren. Han blev aldrig fast mand på holdet, men tjente som backup for Red Sox' berømte outfield, 'The Million Dollar Quartet, bestående af Tris Speaker, Harry Hooper og Duffy Lewis. I 1915 optrådte han i 73 kampe for sit hold i den regulære sæson og yderligere 2 i slutspillet, hvilket var hans personlige rekord.
Defensivt spillede Henriksen kun i outfielden. Han havde flest optrædener (61) som rightfielder, næstflest som leftfielder (42) og endelig enkelte som centerfielder (22).
Det formentlig største øjeblik i Olaf Henriksens professionelle baseballkarriere opstod, da Red Sox' manager Jake Stahl valgte at bruge Henriksen som pinch hitter for Hugh Bedient i syvende inning af den ottende og afgørende kamp i World Series i 1912. Boston var bagud med et point, og modstanderholdets pitcher var Christy Mathewson, der skulle vise sig at blive en af de fem første spillere valgt ind i Hall of Fame sammen med legender som Babe Ruth, Ty Cobb, Walter Johnson og Honus Wagner. Med et forsinket sving fik Henriksen ram på en curveball fra Mathewson og sendte bolden ud til venstre mod 3. base, som bolden ramte og sprang videre langt nok ud i foul territory, til at løberen på 2. base kunne nå home plate, og dermed udligne pointstillingen. Henriksen, der af avisen New York World blev beskrevet som "den forbløffede søn af Thor", fik en double. Red Sox endte med at vinde kampen og dermed World Series-titlen.
Den 17. marts 1916 spillede Red Sox en intern opvarmningskamp før sæsonstart. Babe Ruth fik ram på en bold der lignede en sikker home run, men Olaf Henriksen overraskede alle ved i bogstavelig forstand, at løbe igennem plankeværket, der omkransede banen, og gribe bolden til Babe Ruths store frustration.
Olaf Henriksen er en af kun to spillere, der har fungeret som pinch hitter for Babe Ruth. Den 7. juli 1916, hvor Ruth havde pitchet 7 innings mod Cleveland Indians, blev Henriksen skiftet ind og endte med at få en walk, hvilket udlignede pointstillingen til 1-1. Red Sox vandt kampen 2-1.

## Statistikker
Henriksens samlede batting average, on base percentage og slugging percentage for karrieren er henholdsvis 0,269/0,392/0,329. Sin nok bedste sæson rent offensivt havde han i 1913, hvor han battede 0,375/0,468/0,400 i 31 kampe, selvom han dog har haft en større indflydelse på sit holds spil året efter, da han i en del flere kampe (63) battede 0,263/0,407/0,337.
Blandt rookies (dvs. førsteårsspillere) med minimum 100 plate appearances i deres første sæson i Major League Baseball præsterede Olaf Henriksen den næsthøjeste on base percentage siden år 1900, da han i 1911 nåede op på 0,449.
At dømme efter hans (selv efter den tids standarder) lave slugging percentage var Henriksen ikke nogen kraftfuld hitter, og han slog da også kun 1 home run i sin karriere. Blot 20 af hans 131 hits var extra base hits. Derudover scorede han 84 runs og fik 48 runs batted in.
Henriksen lader til at have haft et særdeles godt boldøje, og en fantastisk timing, da han i alt er registreret for 97 walks mod kun 43 strikeouts. Imidlertid har man kun strikeout data for hitters fra og med 1913, så i de år, hvor statistikkerne er komplette, var hans walk/strikeout-kvotient lig med 69/43 = 1,6, hvilket er langt over den periodes Major League Baseball-gennemsnit på omkring 0,8.
Han er registreret for 15 stolen bases mod 9 caught stealing i karrieren, om end det sidste tal er tvivlsomt på grund af datidens mangelfulde data på det område.
Ud af i alt 176 total chances lavede han 6 errors (defensive fejl) og havde 8 outfield assists. Hans fielding percentage for karrieren er 0,966, hvilket er lidt højere end den gennemsnitlige fielding percentage i ligaen på 0,956.
Olaf Henriksen spillede fem kampe i World Series med minimum én optræden i hver af de tre Series, som Boston Red Sox deltog i og vandt. I disse kampe fik Henriksen sammenlagt fire plate appearances, hvoraf én resulterede i et hit, én i en walk og de to sidste i outs.